# 康建西
康建西（1908年—1983年），男，汉族，陕西清涧人，中华人民共和国政治人物，曾任中共西宁市委书记，西宁市人大常委会主任，青海省政协副主席。